# ستاسيا
ستاسيا  (بالإنجليزية: Stacia)‏(ولدت ستاسيا بليك، 26 ديسمبر 1952) هي فنانه تشكيلية محترفة أيرلندية وتُعرف بأنها فنانة / استعراضية مع فرقة هاوكويند. 

## مع فرقة هاوكويند
انضمت ستاسيا إلى الفرقة عام 1971؛ ومع ذلك لم يتضح السبب وراء سبب انضمامها للفرقة. تشير بعض المصادر إلى تعيين الشاعر الغنائي روبرت كالفيرت لها للأداء في العروض الحية. وذكرت مصادر أخرى أنها كانت صديقة نيك تيرنر، وهو عازف الساكسوفون وعازف الفلوت للفرقة. أخبر تيرنر مجلة «موجو» عام 2012، قائلًا: «قابلت ستاسيا لأول مرة في مهرجان ايسل ويت... قالت:» هل يمكنني أن أرقص معك؟ «وقلت،» نعم، ولكن يجب عليك خلع جميع ملابسك وترسمي علي جسدك: «خلعت كل ملابسها ولكن للأسف لم يكن لديها أي طلاء على الجسم. كان ذلك مثل اختبار لها.» في مقابلة مع مجلة ميلودي ميكر البريطانية للموسيقى، صرحت ستاسيا عن نفسها أنها حضرت عرضًا، واستلهمت من الموسيقى، وظهرت على المسرح وقدمت رقصة مرتجلة على موسيقى الفرقة. وأصبحت على الفور جزءًا لا يتجزأ من العرض الحي بعد انضمامها في عام 1971.
وفقا لمقابلة عام 1974 في مجلة "بينتهاوس"، كانت ستاسيا تبلغ من الطول ستة أقدام (183 سم). وزاد بانتظام تأثيرها من الجانب البصري عن طريق الأداء العاري، وزينت جسدها في الطلاء قزحي الألوان. في فيلم وثائقي لعام 2007 لهيئة الإذاعة البريطانية (بي بي سي)، وصفها ليمي بطول 6 أقدام وبوصة (188 سم) بتمثال نصفي يبلغ 52 بوصة (132 سم). وقال الفيلم الوثائقي إنها كانت تعمل في مضخة بنزين في كورنوول عندما انضمت إلى الفرقة.
اعتبرت ستاسيا ما قامت به مع الفرقة كرقصة تفسيرية، وكانت جزءًا لا يتجزأ من عرض هاوكويند حتى منتصف سبعينيات القرن العشرين، ولا سيما خلال عصر الطقوس الفضائية. غادرت هاوكويند في عام 1975 بعد جولة معهم لألبوم المحارب على حافة الزمن. مغادرتها، جاءت مع رحيل ليمّي (الذي شارك في تشكيل فرقة موتورهيد) وروبرت كالفرت، أشارت إلى أنها نهاية حقبة. كذلك كالفيرت، بعد ظهوره كضيف مع الفرقة في مهرجان القراءة، قرر الانضمام إلى الفرقة بدوام كامل في نهاية ذلك العام.

## بعد هاوكويند
بعد مغادرتها لهاوكويند، عادت ستاسيا إلى الحياة الخاصة وتزوجت روي دايك.
قالت عن عملها: «لقد تأثرت كثيرا بحبي للطبيعة، من شتى جوانبها: من المناظر الطبيعية والناس والحيوانات والصوت والحركة، كل هذه الأشياء تتخلل كياني. وأدعهم بأن يصبحوا جزءًا وبعد فترة من التأمل، وبلغت جميع هذه الانطباعات ذروتها في إنشاء المناظر الطبيعية الداخلية التي الصادرة بعد ذلك لإنشاء الصور التي تراها في أعمالي.»

## التعليم الفني
- 1992 كلية ليمريك العليا، أيرلندا
- 1993 كلية كروفورد للفنون والتصميم، أيرلندا
- 1995 ايراسموس، فنلندا

## روابط خارجية
- ستاسيا على موقع IMDb (الإنجليزية)
- ستاسيا على موقع أول ميوزيك (الإنجليزية)
- ستاسيا على موقع ديسكوغز (الإنجليزية)

- Photos of Stacia at a concert in Copenhagen
- A current website for Stacia with gallery of work
- A short article about Stacia
- Article about Stacia and other Irish artists